# Klášter svatého Františka v Terni

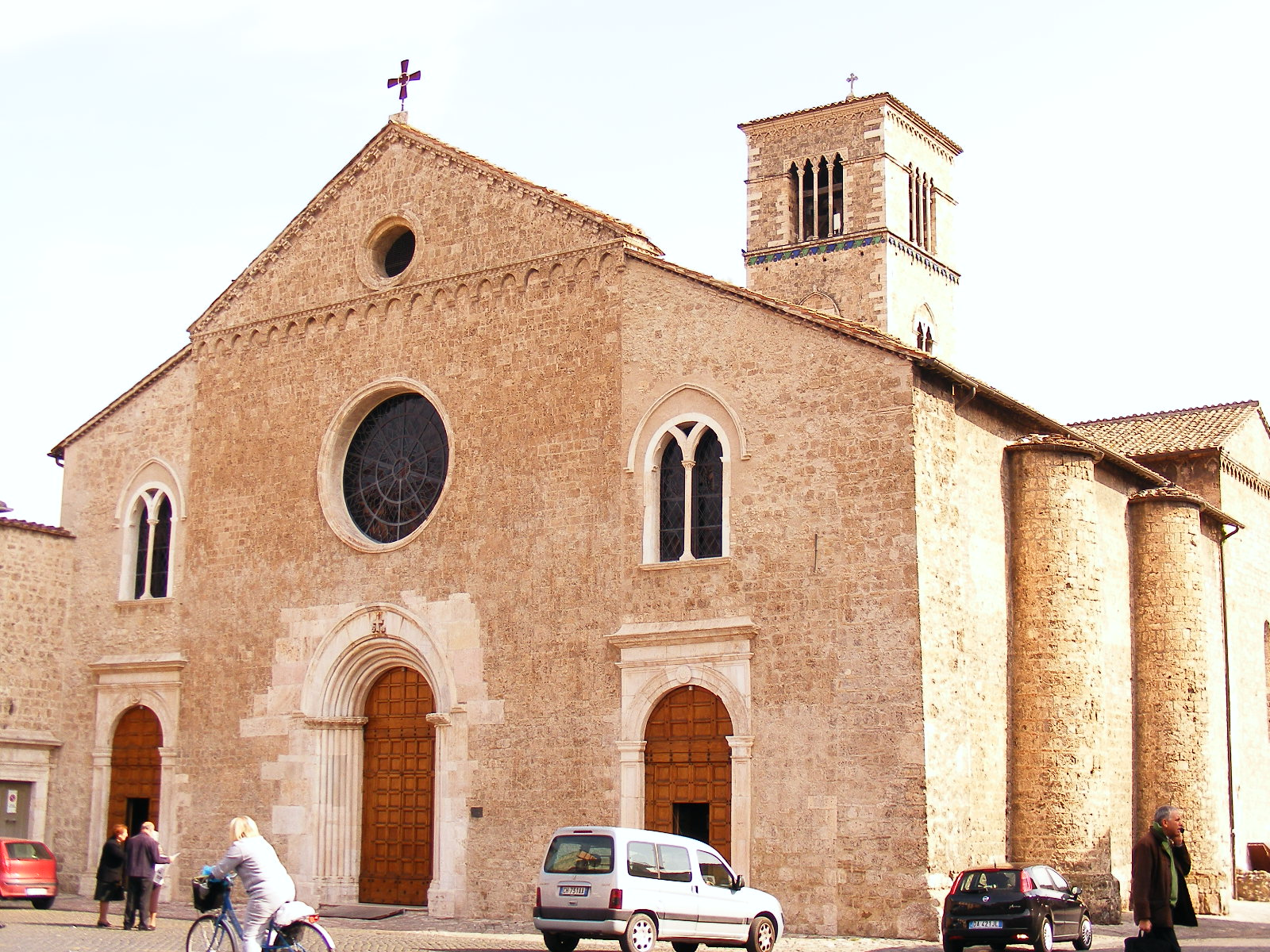
Kostel a konvent Sv. Františka v Terni

Klášter Sv. Františka v Terni (italsky San Francesco) je římskokatolický kostel a konvent postavený v raně gotickém a pozdně románském slohu v městě Terni, region Umbrie, Itálie. Původní stavba pochází ze 13. století, kostel měl jednoduchou loď a transept jako typické františkánské řádové kostely. Kostel byl dokončen v roce 1445. Design byl kdysi připsán Fra Filippo da Campello. Ve 14. století byla postavena kaple s freskami od Bartolomea di Tommaso z Foligno. Fresky zobrazují Poslední soud se scénami Ráj, Peklo a Sedm smrtelných hříchů. Zvonice byla postavena v 16. století a je zdobena majolikovými dlaždicemi. V kostele je obraz Klanění mudrců od italského malíře Cesare Sermei (Città della Pieve, kolem 1581 – Assisi, 1668). Sebastiano Flori z Arezza, žák Giorgia Vasariho, vytvořil roku 1575 pro kostel fresku Legenda o pravém kříži.